# Mikroregion Porto Velho

Mikroregion Porto Velho

Mikroregion Porto Velho – mikroregion w brazylijskim stanie Rondônia należący do mezoregionu Madeira-Guaporé. Ma powierzchnię 65.905,9 km²

## Gminy
- Buritis
- Campo Novo de Rondônia
- Candeias do Jamari
- Cujubim
- Extrema
- Itapuã do Oeste
- Nova Mamoré
- Porto Velho